# Marcos Vinícius (futebolista)
Marcos Vinícius de Jesus Araújo ou simplesmente Marcos Vinícius, (Ipirá, 26 de dezembro de 1994), é um futebolista brasileiro que atua como meia-atacante. Atualmente está sem clube.

## Inicio de carreira
Após ter curtos períodos no futebol amador de sua cidade natal, mudou-se para Recife e ingressou nas categorias de base do Náutico.. Após ficar por pouco tempo na base foi para a equipe principal sua estreia foi no dia 14 de setembro de 2011 contra o Bragantino fora de casa numa derrota por 2 a 1.
Na Série A fez sua estreia no dia 29 de maio de 2013 contra o Vitória numa derrota por 3 a 0 em casa.  Seu primeiro gol foi no dia 2 de junho marcando o gol no finalzinho da partida num empate em 2 a 2.

### Cruzeiro
No dia 10 de novembro de 2014 foi emprestado ao Cruzeiro até dezembro de 2015. No dia 4 de abril do ano seguinte, o Cruzeiro comprou 50% de seus direitos.
O jogador teve uma sequência de lesões que o atrapalharam na carreira, passando o ano de 2016 praticamente inteiro no departamento médico.

### Botafogo
No dia 6 de junho de 2017, acertou sua ida para o Botafogo numa troca envolvendo Sassá. O Cruzeiro permanece com 50% dos direitos do atleta, assim como o Botafogo permanece com 50% de Sassá.
Logo em sua estreia mostrou bom futebol ao se destacar contra o Fluminense, acertando um belo chute na trave.
Marcou seis gols pelo clube e parou pelo resto do ano por conta de uma lesão.

### Chapecoense
No dia 08 de março de 2019, a Chapecoense anunciou a contratação do meia Marcos Vinicius. O jogador assinou contrato até o final de 2019.
Sem muito espaço na Chape, Marcos Vinícius foi devolvido ao Botafogo.

## Títulos
Cruzeiro
- Copa do Brasil: 2017

Botafogo
- Campeonato Carioca: 2018